# Caldono (ort)
Caldono är en ort i Colombia.   Den ligger i departementet Cauca, i den västra delen av landet, 300 km sydväst om huvudstaden Bogotá. Caldono ligger 1 704 meter över havet och antalet invånare är 3 517.
Terrängen runt Caldono är lite bergig. Runt Caldono är det ganska tätbefolkat, med 62 invånare per kvadratkilometer. Närmaste större samhälle är Morales, 15,5 km väster om Caldono. I omgivningarna runt Caldono växer i huvudsak städsegrön lövskog.